# Amatori Calcio Bologna
L'Amatori Calcio Bologna fu un club calcistico italiano di Bologna.

## Storia
L'Amatori Calcio Bologna è stata una squadra bolognese esistita a cavallo fra gli anni venti e gli anni quaranta. Vanta quattro partecipazioni al campionato di Serie C sino al 1947, anno in cui la squadra nero-azzurra non si iscrive al successivo campionato terminando la propria attività.